# Phytelephas aequatorialis
Phytelephas aequatorialis là loài thực vật có hoa thuộc họ Arecaceae. Loài này được Spruce miêu tả khoa học đầu tiên năm 1869.

## Hình ảnh

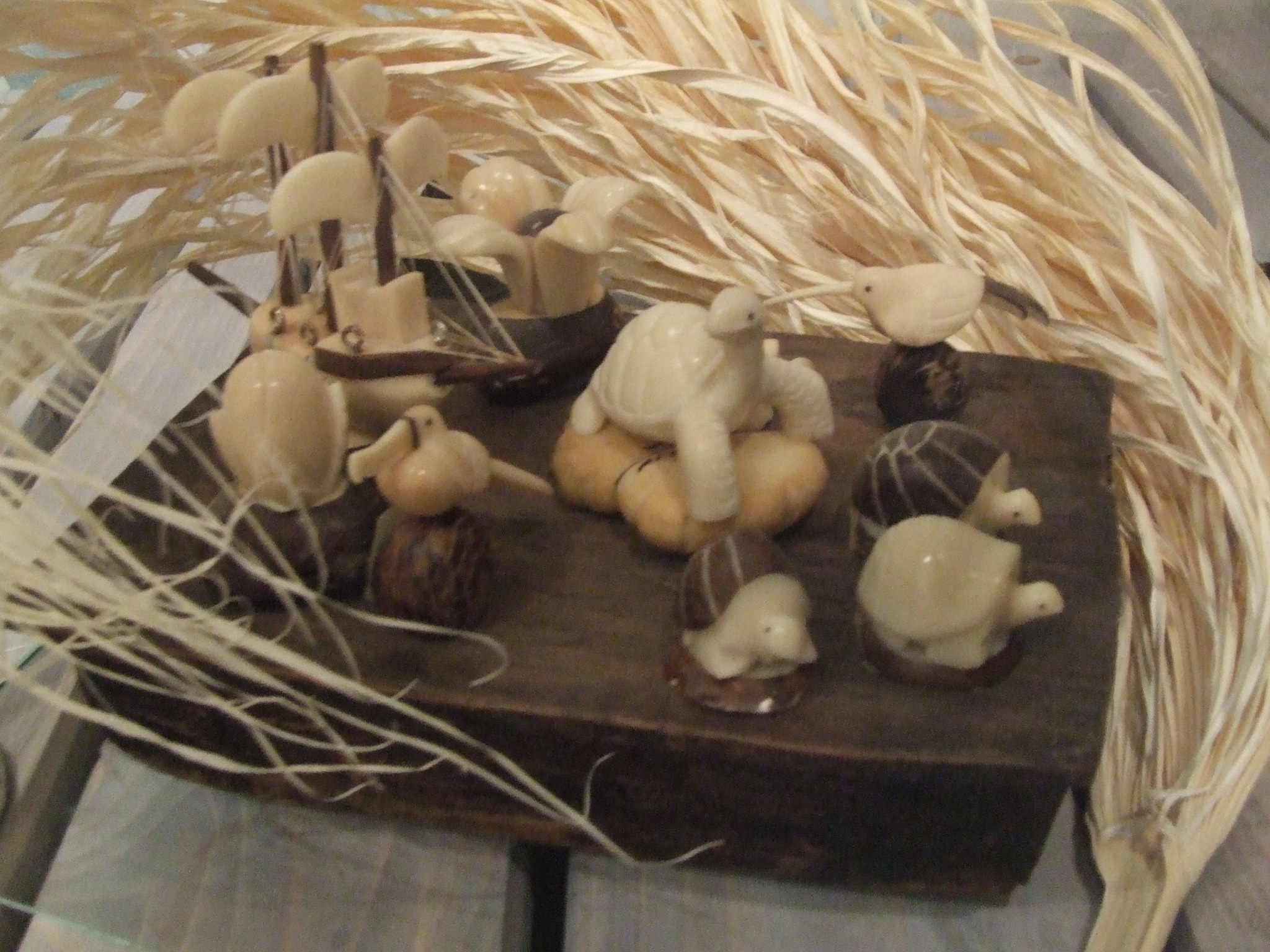
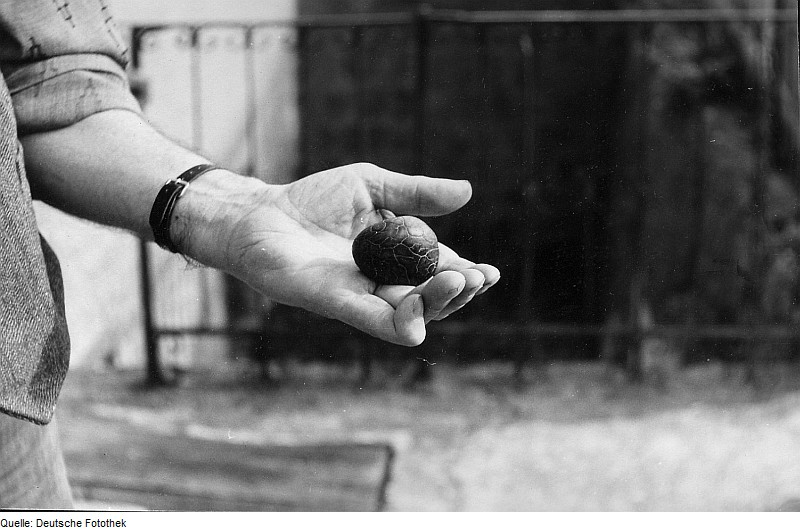
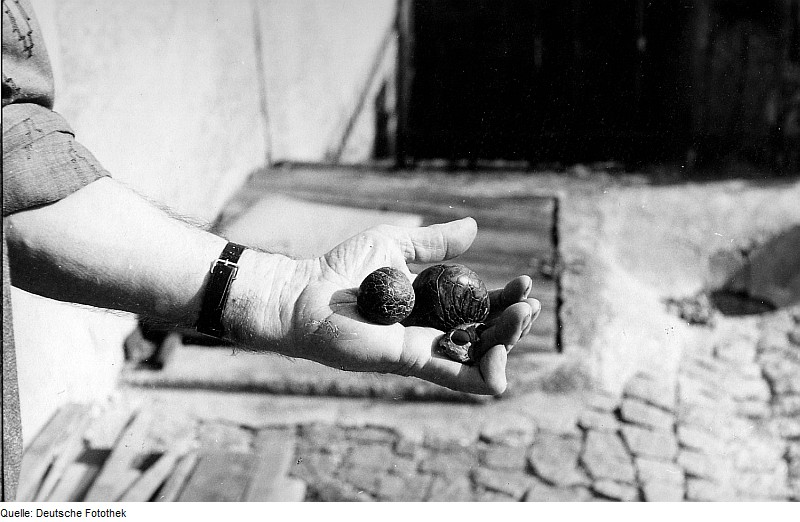
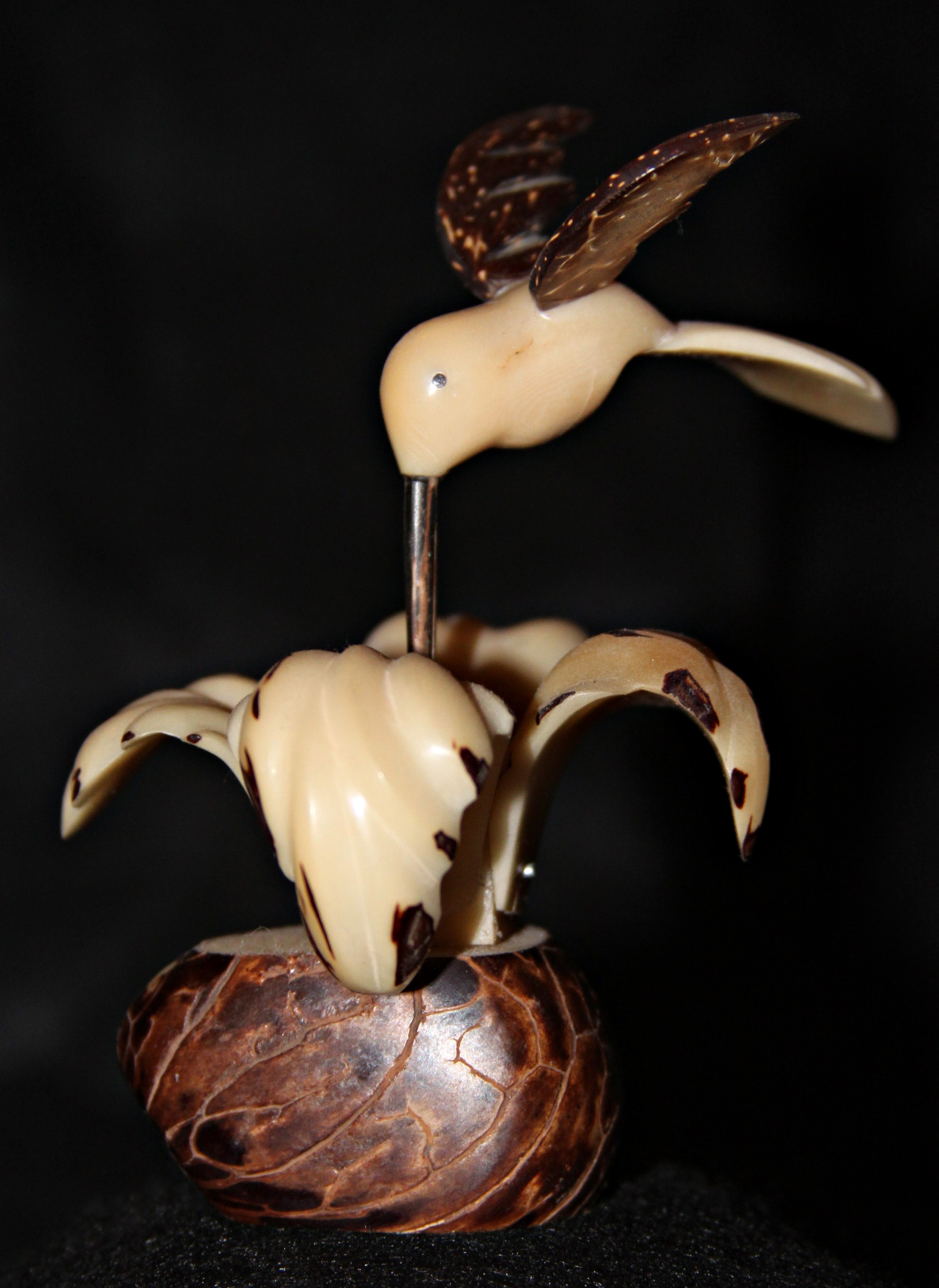